# Coupe d'Océanie féminine de football 2022
Navigation
Édition précédente Édition suivante
La Coupe d'Océanie féminine de football 2022, douzième édition de la Coupe d'Océanie de football féminin, met aux prises les neuf meilleures sélections féminines de football d'Océanie affiliées à la OFC. La compétition se déroule aux Fidji du 13 au 30 juillet 2022. Elle sert également de tournoi qualificatif pour la Coupe du monde féminine de football 2023 se déroulant en partie en Nouvelle-Zélande, qui ne participe pas à la compétition. Les Samoa américaines sont la seule autre nation de l'OFC ne participant pas à la compétition en raison de la pandémie de Covid-19.
La compétition est remportée par la Papouasie-Nouvelle-Guinée qui bat en finale les Fidji.

## Villes et stades
Toutes les rencontres se jouent à Suva.
| \| Suva \| |                  |
| \| Suva \| | Suva             |
| ---------- | ---------------- |
| \| Suva \| | ANZ Stadium      |
| \| Suva \| | Capacité : 4 300 |
| \| Suva \| |                  |
| Suva       |                  |

## Tournoi final

### Règlement
- une victoire compte pour 3 points ;
- un match nul compte pour 1 point ;
- une défaite compte pour 0 point.

Le classement des équipes est établi grâce aux critères suivants :
1. Plus grand nombre de points obtenus dans tous les matchs du groupe ;
2. Meilleure différence de buts dans tous les matchs du groupe ;
3. Plus grand nombre de buts marqués dans tous les matchs du groupe ;
4. Plus grand nombre de points obtenus entre les équipes à égalité ;
5. Meilleure différence de buts dans tous les matchs du groupe entre les équipes à égalité ;
6. Plus grand nombre de buts marqués dans tous les matchs du groupe entre les équipes à égalité ;
7. Classement aux points disciplinaires dans tous les matchs du groupe, en appliquant le barème suivant :
  - Un carton jaune compte pour -1 point ;
  - Un second carton jaune dans le même match pour une même joueuse compte pour -3 points ;
  - Un carton rouge direct compte pour -4 points ;
8. Tirage au sort.

- Les deux premiers de chaque groupe ainsi que les deux meilleurs troisièmes sont qualifiés pour les quarts de finale, ou plus simplement : toutes les équipes sont qualifiées pour le tour suivant à l'exception d'une seule, la plus mauvaise des dernières de groupe.
- L'équipe qui remporte le titre est qualifiée pour les barrages intercontinentaux de qualification pour la Coupe du monde 2023.